# Salto del Bufalo schiantato
Il Salto del bufalo schiantato (in inglese: Head-Smashed-In Buffalo Jump) è una formazione rocciosa che si trova dove le colline delle Montagne Rocciose cominciano ad innalzarsi dalla prateria, 18 chilometri a nordovest di Fort Macleod, nella provincia canadese dell'Alberta. Il sito è stato incluso nell'elenco dei Patrimoni dell'umanità dell'UNESCO ed è un museo della cultura degli Indiani d'America.

## Storia
Il salto del bufalo è stato usato per 5.500 anni dalle popolazioni autoctone delle pianure per uccidere i bisonti, facendoli cadere dalla rupe alta 10 metri. La tribù dei Piedi Neri guidava i bisonti da un pascolo delle Porcupine Hills, a circa 3 chilometri di distanza, allineandoli per mezzo di vere e proprie corsie costituite da mucchi di pietre; da qui poi li spingeva al galoppo fino al dirupo, lungo circa 300 metri e alto 10 metri rispetto alla valle sottostante.
Il sito era già usato 6.000 anni fa; i depositi di ossa hanno una profondità di 10 metri. Dopo essere caduti dal dirupo, le carcasse dei bisonti venivano processate in un vicino accampamento.
Il nome originale del sito, nella lingua dei Piedi Neri, è Estipah-skikikini-kots. Secondo la leggenda, un giovane della tribù voleva guardare la caduta di un bisonte dal di sotto del dirupo, ma venne schiacciato dall'animale. Più tardi venne trovato morto sotto le carcasse dei bisonti, con la "testa schiantata", da cui il nome del sito.
Il salto del Bufalo schiantato venne abbandonato nel XIX secolo dopo il contatto con gli europei. Questi ultimi registrarono il sito per la prima volta nel 1880, mentre i primi scavi archeologici risalgono al 1938, compiuti dall'American Museum of Natural History. Nominato sito storico nazionale nel 1968, nel 1981 è stato inserito nell'elenco dei Patrimoni dell'umanità dell'UNESCO.

## Il museo
Nel sito del Salto del bufalo schiantato è stato costruito un museo costituito da 5 livelli diversi che illustrano l'ecologia, la mitologia, lo stile di vita e la tecnologia delle popolazioni dei Piedi Neri, presentati dal punto di vista sia dei nativi americani che della scienza archeologica europea.

## Curiosità
La punk rock band canadese degli SNFU ha inserito nell'album del 2004 In The Meantime and In Between Time una canzone intitolata "Head-Smashed-In Buffalo Jump".